# Осада Гифия
Осада Гифия — осада союзными римскими, родосскими, ахейскими и пергамскими войсками спартанского города Гифий. Так как порт Гифий был важной спартанской базой, союзники решили захватить его прежде, чем двинуться в глубь полуострова на Спарту. К римлянам и ахейцам за пределами города присоединились пергамский и родосский флоты. Спартанцы держали оборону, но один из военачальников, Дексагорид, решил сдать город римскому легату. Когда Горгоп, другой военачальник, узнал об этом, он убил Дексагорида и взял командование на себя. После убийства Дексагорида спартанцы держались более энергично. Впрочем, когда Тит Квинкций Фламинин прибыл с 4000 воинов, спартанцы решили сдать город с условием, что гарнизон сможет уйти целым и невредимым. В результате Набис, тиран Спарты, вынужден был покинуть окрестные земли и уйти в Спарту. Позднее в том же году Спарта капитулировала перед союзниками.

## Предыстория
Македония потерпела поражение во Второй Македонской войне в 197 году до н. э., в результате чего спартанцы получили в управление Аргос. Эта экспансия Спарты явилась неудачей для Ахейского союза, который в течение многих лет пытался присоединить Спарту к своему союзу. Римляне, одержавшие победу во Второй Македонской войне, получили контроль над Грецией. Тем не менее, они решили не оккупировать Грецию и только оставили гарнизоны в некоторых городах на пять лет. Тиран Спарты, Набис, провозгласивший себя царём, вызывал тревогу в Ахейском союзе, а также представлял угрозу миру в Греции.
В 195 году до н. э. Фламинин созвал свою армию в Греции и союзников при Платеях в Беотии. Затем он двинулся в Аргос, где к нему присоединились ахейцы с 10 000 пехоты и 1000 конницы. После нескольких кратких стычек союзники решили отказаться от осады города и расположились лагерем в Тегее. Затем они продвинулись к Кариям, где к ним присоединились 1500 македонян и 400 фессалийских всадников.
Набис также сделал свои собственные приготовления. Набис всегда был в хороших отношениях с критскими вождями и нанял 1000 критских воинов. Также он нанял 3000 наёмников и 10 000 граждан. Римляне и их союзники двинулись на Селласию, к северу от Спарты. Римляне потерпели поражение в небольшой схватке, но когда подоспели основные силы союзников, спартанцы отступили. Затем римляне одержали победу над спартанцами и заставили их отступить в город.

## Осада

Македония и Греция в 200 году до н. э.

Некоторые приморские города сдались римлянам под командованием Луция Квинкция Фламинина, в результате чего римляне получили базу в прибрежных районах Лаконии. Гифий был большим укреплённым городом и главным портом спартанцем с военно-морской базой. Римляне подступили к городу, и туда же приплыли родосский и пергамский флоты. Моряки с римского, пергамского и родосского флотов построили осадные машины, который оказали разрушительное воздействие на стены. Римляне усилили натиск, но потом ослабили его, надеясь, что город сдастся. Один из спартанских военачальников, Дексагорид, предложил римскому полководцу сдать город. Когда другой военачальник, Горгоп, узнал об этом, он убил Дексагорида и взял командование на себя.
Защитники города при единоначалии Горгопа стали сражаться с большим воодушевлением. Осада для римлян становилась всё труднее, но вскоре прибыл Тит Квинкций Фламинин с 4000 римских солдат. С приходом подкрепления, союзные войска были воодушевлены и снова начали бомбардировать город из своих осадных орудий, а родосский и пергамский флоты продолжали блокировать город с моря. Спартанцы поняли, что больше не смогут больше противостоять усиленной армии союзников, и Горгоп решил сдать город римлянам при условии, что гарнизону было позволено покинуть город невредимым.

## Последствия
Когда Набис узнал, что Гифий пал, он решил отказаться от сопротивления на суше. Набис отправил послов к Фламинину, который предложил Набису переговоры. Когда переговоры зашли в тупик, римляне напали на Спарту, но спартанцы выдержали это нападение. Однако Набис, видя, что положение безнадёжно, согласился сдать город римлянам. Римляне принудили Набиса отказаться от Аргоса и большинства прибрежных городов Лаконии. Римляне образовали из всех городов Лаконского побережья, отделившихся от Спарты, Союз свободных лаконцев. Однако римляне не стали требовать свержения Набиса, потому что хотели, чтобы на Пелопоннесе было государство-противовес растущему Ахейскому союзу. Набис напал на Гифий два или три года спустя, но отступил после неудачи и в 192 году до н. э. он был убит этолийцами, не успев совершить ещё одно нападение на город. В 189 году до н. э. спартанцы, лишённые портов, атаковали и захватили город Лас. Ахейцы потребовали выдачи лиц, несущих ответственность за это нападение и, получив отказ, захватили город.